# La verità sull'amore
La verità sull'amore (La Vérité si je mens!) è un film del 1997 diretto da Thomas Gilou. Lo stesso regista ha diretto due sequel di questo film:
- La Vérité si je mens! 2 nel 2001
- La Vérité si je mens! 3 nel 2012

## Trama
La vicenda si svolge a Parigi in epoca contemporanea. Eddie Vuibert, un giovane disoccupato in gravi difficoltà economiche e alla ricerca di un lavoro, viene assunto da Victor Benzakhem, un israelita proprietario di un grande deposito di tessuti, il quale per un equivoco lo ha scambiato per un correligionario. Eddie dimostra notevoli capacità di venditore e si ambienta rapidamente nella comunità ebraica parigina. Continua a fingere di essere ebreo per corteggiare Sandra, la figlia del proprio datore di lavoro.

## Riconoscimenti
- 1998 - Premio César
  - Migliore promessa maschile a José Garcia
  - Migliore promessa femminile ad Amira Casar